# Боргоново-Валь-Тідоне
Боргоново-Валь-Тідоне, Борґоново-Валь-Тідоне (італ. Borgonovo Val Tidone) — муніципалітет в Італії, у регіоні Емілія-Романья, провінція П'яченца.
Боргоново-Валь-Тідоне розташоване на відстані близько 430 км на північний захід від Рима, 165 км на захід від Болоньї, 20 км на захід від П'яченци.
Населення — 7881 особа (2014).
Щорічний фестиваль відбувається 15 серпня. Покровителька — Богородиця Небовзята.

## Демографія
Населення за роками:

Станом на 1 січня 2023 року в муніципалітеті офіційно проживало 1619 іноземців з 59 країн, серед них 297 громадян країн Євросоюзу та 62 громадяни України.

## Сусідні муніципалітети
- Агаццано
- Кастель-Сан-Джованні
- Граньяно-Требб'єнсе
- Нібб'яно
- П'янелло-Валь-Тідоне
- Роттофрено
- Сармато
- Ціано-П'ячентіно

## Відомі особистості
В поселенні народився:
- Франческо Альбероні (* 1929) — італійський журналіст і професор соціології.